# كريستيان مافلا
كريستيان مافلا (بالإسبانية: Christian Mafla)‏ هو لاعب كرة قدم كولومبي في مركز الدفاع، ولد في 15 يناير 1993 في تدمر في سوريا. لعب مع أتليتيكو بوكارامانغا.

## وصلات خارجية
- كريستيان مافلا على موقع الاتحاد الدولي (مؤرشف)  (الإنجليزية)
- كريستيان مافلا على موقع الدوري الأمريكي (الإنجليزية)
- كريستيان مافلا على موقع قاعدة بيانات كرة القدم.إي يو (الإنجليزية)
- كريستيان مافلا على موقع Soccerway.com (الإنجليزية)
- كريستيان مافلا على موقع AS.com (الإسبانية)